# 伊斯哈吉
伊斯哈吉（Ishaqi）是位于伊拉克巴格达以北约60英里的一个小镇，属于萨拉赫丁省巴拉德县。
2006年3月1日，伊拉克警方报道，美军在伊斯哈吉的一次袭击过程中开枪打死了被捕的11名平民，其中包括75岁的老人和6个月大的婴儿。2006年6月1日，英国广播公司从逊尼派手中获得的录像带中显示，美军再次在伊斯哈吉滥杀无辜。